# Некрасовка (Абайская область)
Некрасовка (каз. Некрасовка) — село в Урджарском районе Абайской области Казахстана. Входит в состав Баркытбельского сельского округа. Находится примерно в 32 км к северо-западу от районного центра, посёлка Урджар. Код КАТО — 636479400.

## Население
В 1999 году население села составляло 722 человека (369 мужчин и 353 женщины). По данным переписи 2009 года, в селе проживали 594 человека (299 мужчин и 295 женщин).